# 1595 w polityce

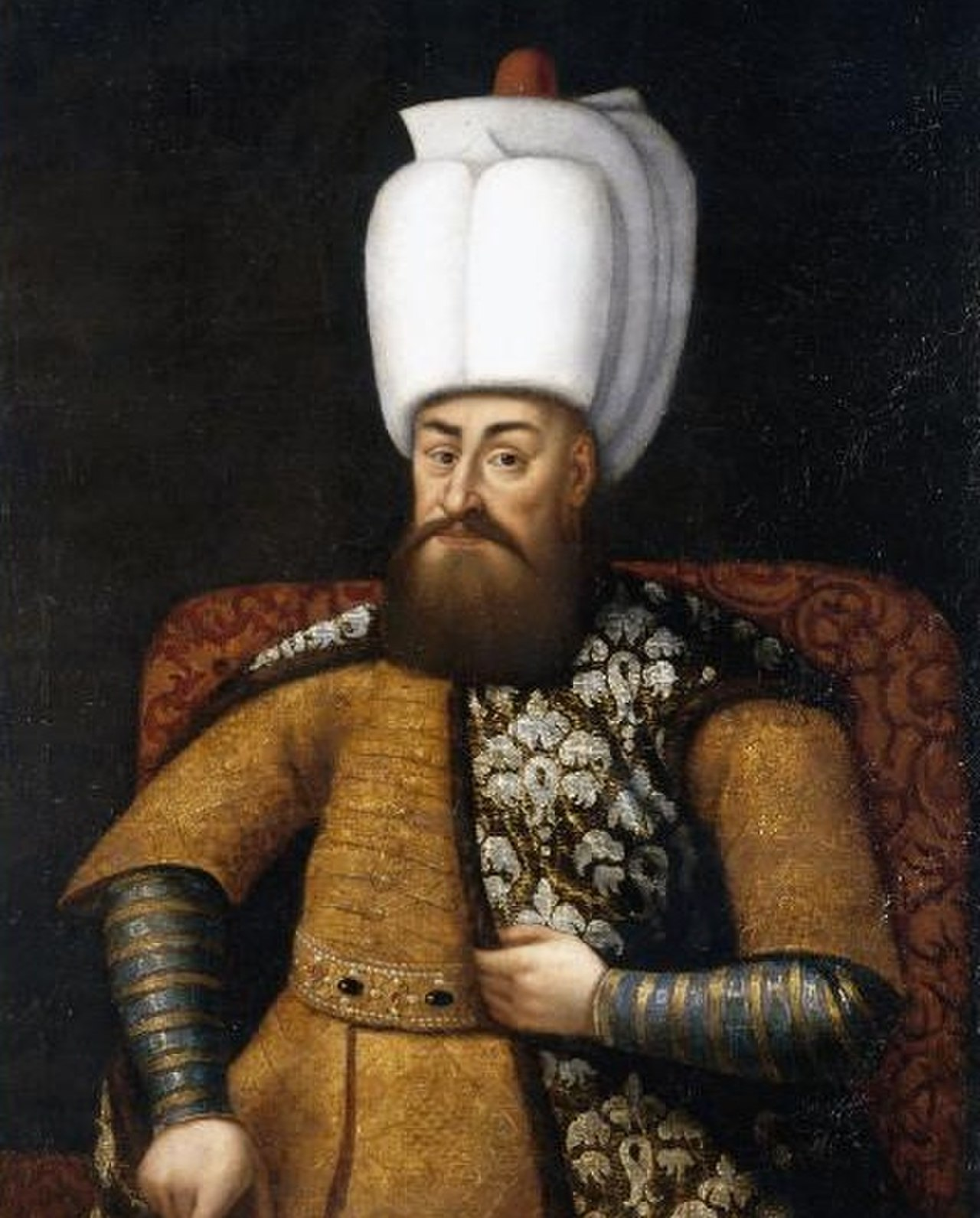
Murad III

Wydarzenia polityczne w 1595 roku.

## Zmarli
- 15 stycznia Murad III, sułtan turecki[1].